# ウィザードリィV
『ウィザードリィV』（Wizardry V - Heart of the Maelstrom）は、サーテックが1988年にApple IIおよびコモドール64用に発売したコンピュータゲームである。
本作は4つの自然の力の調和を司る大魔術師ゲートキーパーを救出し、元凶を創った魔術師を倒して世界を渾沌の渦から救うという内容である。本作以降#7までデイヴィット・W・ブラッドリー（David W. Bradley）が開発全般を担当しているので、あわせて「Bradley三部作」などとも呼ばれる。#4に比べシリアスなファンタジーを取り戻したように見えるが、時間停止空間やコールドスリープといったSFガジェットも登場する。システムおよびビジュアル面においては大幅な変更がなされた。
本作は複数の機種に移植されており、うちスーパーファミコン版ではMaelstrom に「災渦（さいか）」の訳語を当て、「災渦の中心」という日本語タイトルが付けられた（『ニューエイジオブリルガミン』での表記は「災禍の中心」）。

## システム
システムには大幅な変更が加えられた。武器に射程の概念が追加され、従来は魔術以外の物理攻撃のできなかった後衛も、物理攻撃（弓など）ができるようになった。さらに盗賊・忍者は、戦闘中に影に隠れて奇襲できるようになった。呪文の追加や削除も行われ、宝箱のトラップも大幅に変更された。
ダンジョンに池や井戸などの水辺が追加されたことに伴い、スキルとして水泳能力が追加された。水泳能力にはスイムレベルというレベルがあり、このレベルが足りない場合、とその深さより下で溺死することもある。
また、鍵が掛かったドアを盗賊や忍者が開ける（正式な鍵・アイテムを使わなければならないイベントを除く）というアクションが追加された。この他、細かい点ではレベルアップが可能になったキャラクターの名前の横にマークが付くようになり、画面中央に向いた方角が認識出来るコンパスが付いた。移動キーを押した時のみ表示される。
ビジュアルにも改変があり、ワイヤーフレームにマルチウィンドウというスタイルは踏襲しつつ、敵キャラクターやイベントグラフィックの表示エリアが大幅に拡大された。
1階層が20×20ブロックの正方形からなる定型のダンジョンを脱した、初のシナリオでもある。迷宮をただ踏破するだけではクリアは不可能で、迷宮攻略のヒントやキーアイテムを所持している多彩なノンプレイヤーキャラクター（NPC）との交渉が、クリアにおいて重要となった。

## キャラクター
ゲートキーパー（The Gatekeeper）
ゲイトキーパーとも表記される。ブラザーフッド教団の創設者で、三軸の門の守護者。世界に災厄をもたらす力の渦が世に放たれないように監視していたが、愛弟子であるソーンの裏切りで三軸の門そのものに幽閉されてしまう。
竹内誠の小説では#4で改心したワードナとされている。
ソーン（Sorn）
ゲートキーパーの高弟であったが、世界を己の意のままに改変するという野心を持ち、教団を裏切ってゲートキーパーを三軸の門の奥に幽閉した。あらゆる攻撃を跳ね除ける魔法の盾で身を守っており、通常の手段ではかすり傷一つ与えられない。: PC版とSFC版ではデザインが異なっている(どちらも末弥純によるもの)。

## 移植版
本作は複数の機種に移植されており、PC-8801/9801版のグラフィックには、シナリオ#1のFC版移植で実績をあげた末弥純が起用されている。対してFM TOWNS版では、幡池裕行をメイン起用した複数人によるグラフィックが使用されている。SFC版における音楽は羽田健太郎が手掛けた一方、FM TOWNS版はゲーム『ジャストブリード』（1992）やテレビアニメの作曲で知られる田中公平が担当した。このうちスーパーファミコン版は北米への輸出にあたり、裸体などの表現が削除された。なお、ソースコードにはSFC版の内容に沿った英文が残っており、2017年にはこれをもとに改造されたバージョンがインターネット上に公開された。
PlayStation向けに発売された『ニューエイジオブリルガミン』に収録されているバージョンは、SFC版を基に、モンスターを3DCGで描写するなどの強化がなされている。

### 一覧
- 1988年 Apple II、C64
- 1990年 PC-8801/PC-9801[2]、FM TOWNS
- 1992年 PCE 発売：ナグザット 開発：アクセス、SFC 発売：アスキー[6]  開発：ゲームスタジオ
  - SFC版のタイトル画面は、裸体の女性が描かれているため一部モノクロ仕様とされた。オリジナルのカラー版は、攻略本「ウィザードリィVのすべて」の表紙で確認できる。
  - 日本国外での販売はカプコンが担当した[4][5]。
- 1999年 PS（『ニューエイジオブリルガミン』収録）
- 2002年 Windows（『ニューエイジオブリルガミン』収録）

## 書籍
攻略本
- 『ウィザードリィVのすべて : スーパーファミコン版』Hippon super!編集部、JICC出版、1993年1月、ISBN 4796605525。
- 『ウィザードリィV 災禍の中心 必勝攻略法』双葉社、1992年、ISBN 4575282014
- 『ウィザードリィコレクション』著: 鈴木常信、編: アークライト、発行: ローカス、発売: 角川書店、1999年8月1日、ISBN 9784898140079。
  - シナリオ#1-5の攻略記事に加えて、原作者や日本語PC版移植スタッフ、末弥純のインタビューと、さまざまなこぼれ話が掲載されている。また、Apple II版#1 - 5のイメージファイルを収録したCD-ROMが付属しており、別途Apple IIのエミュレータを用意することでプレイできる。後に日本語PC版のイメージファイルを収録した同名のWindows用ソフトも発売されている。

小説
- 大出光貴『小説ウィザードリィ（5） ハート オブ メイルストローム』双葉社〈ファンタジーノベルシリーズ〉、1992年8月10日。ISBN 978-4575231212。

漫画
- 『ウィザードリィV メイルストロームの彼方』作: 竹内誠 / 画: しのざき嶺、アスキーコミック、1993年5月、ISBN 4756106862。

## 評価
「4Gamer.net」の 朝倉 哲也は、Windows版『ニューエイジオブリルガミン』のレビュー記事の中で第1作から続いてきたシリーズの集大成であると評している。また、朝倉は、現在（2002年時点）でも中古ゲームショップにて同作をよく見かけることを証左に、同作がゲーマーに広く受け入れられたと語っている。